# L'isola nel cielo
L'isola nel cielo è un film d'avventura del 1953, diretto dal regista William A. Wellman. Basato sul romanzo “Island in the Sky” di Ernest K. Gann, viene considerato un classico tra i "film di aviazione".

## Trama
Nel 1942, durante la Seconda guerra mondiale, molti piloti civili di aerei di linea furono richiamati nell'Air Transport command dell'USAAF per contribuire allo sforzo bellico. Il loro compito era di pilotare aerei cargo militari, sulla rotta settentrionale per l'Inghilterra, per rifornire i soldati alleati.
Durante uno di questi viaggi, il capitano Dooley, ai comandi di un Douglas C-47 è costretto, dopo avere smarrito la rotta, ad un atterraggio di fortuna su un lago ghiacciato, nei pressi del confine Quebec-Labrador.
Inizia così un disperato gioco di sopravvivenza, nel quale Dooley e i suoi uomini di equipaggio devono vedersela con rigide temperature polari, scorte di cibo insufficienti, ripari limitati, abiti inadeguati, una radio di emergenza rudimentale e un'imminente tempesta artica.
Nel frattempo, i colleghi piloti di Dooley e i rispettivi equipaggi effettuano una disperata ricerca aerea sul desolato e inesplorato territorio, consapevoli che le probabilità di salvare i dispersi,   diminuiscono ad ogni minuto che passa.

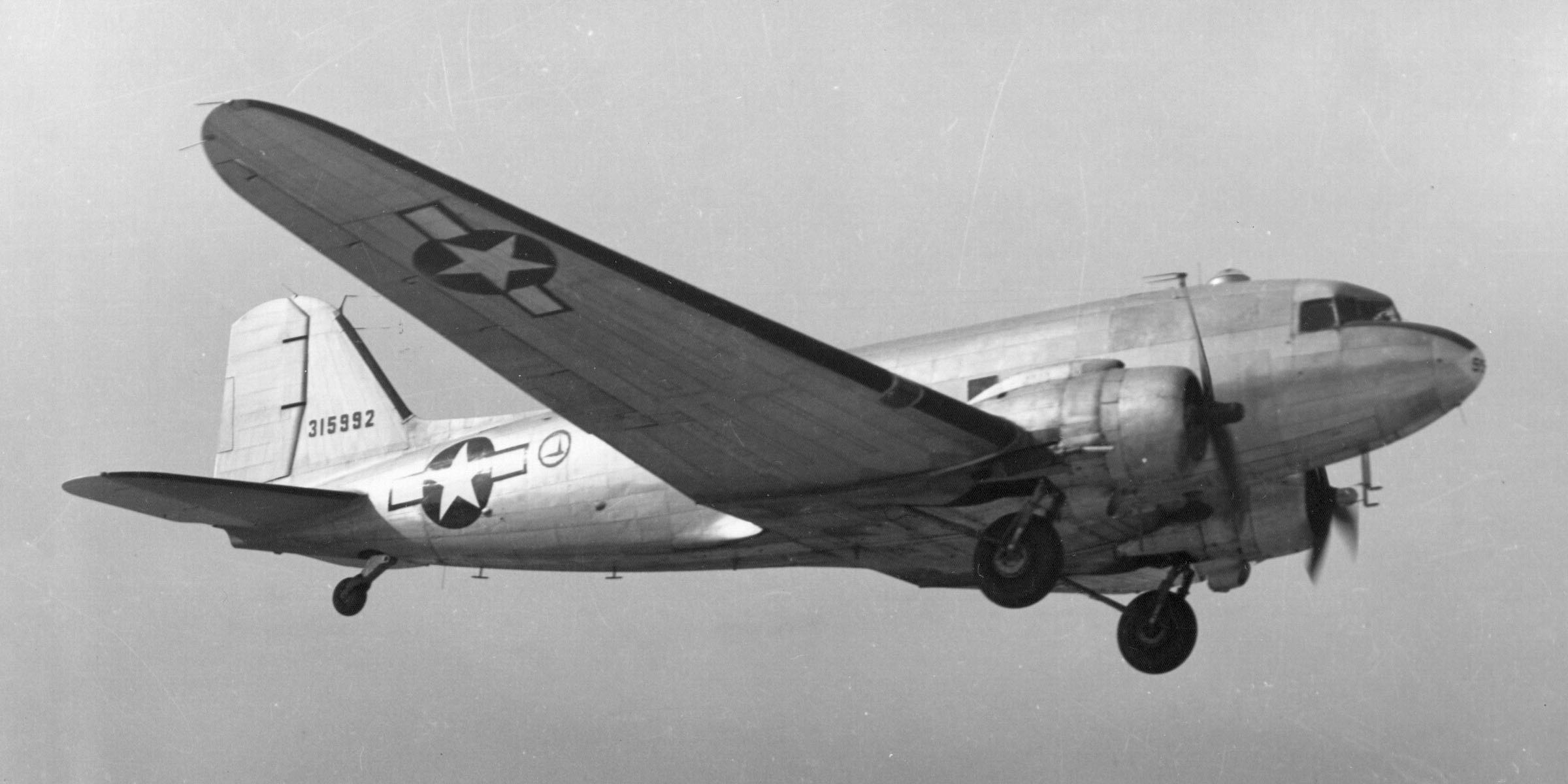
Un aereo Douglas C-47